# Joan Aiken
Pour les articles homonymes, voir Aiken.
Œuvres principales
- Mort un dimanche de pluie (1972)

Joan Aiken, née le 4 septembre 1924 à Rye dans le comté du Sussex de l'Est en Angleterre et morte le 4 janvier 2004 à Petworth dans le comté du Sussex de l'Ouest, est une écrivaine anglaise célèbre pour ses nombreux écrits pour l'enfance et la jeunesse. Elle est la fille du poète américain Conrad Aiken et la sœur de la romancière Jane Aiken Hodge (en).

## Biographie
Pendant la Seconde Guerre mondiale, Joan Aiken travaille successivement à la BBC et à la bibliothèque du centre d'information des Nations unies.
Pendant la deuxième moitié des années 1950, elle est rédactrice, puis directrice de publication du magazine Argosy où paraissent ses premières nouvelles policières. Elle continue d'en écrire pendant la décennie suivante et se forge une réputation de nouvelliste.
En parallèle, dès 1953, elle compose des livres pour enfants ainsi que des romans policiers pour adultes. Elle devient ensuite écrivain à plein temps. Plusieurs de ses œuvres sont adaptés à la télévision, la rendant populaire comme auteur d'ouvrages à destination de la jeunesse.
Elle est admise au Detection Club en 1971.
En 1972, la parution de Mort un dimanche de pluie la consacre comme une de ces reines du suspense anglaises qui savent distiller l'angoisse avec délectation.

## Œuvre

### Romans policiers
- Death on a Rainy Sunday (1972) Publié en français sous le titre Mort un dimanche de pluie, Paris, PAC, coll. Red Label B.B. no 15, 1978 ; réédition, Paris, Rivages/Noir no 11, 1986
- The Five-Minute Marriage (1977) Publié en français sous le titre Mariage blanc, traduction de Marie-Alyx Révellat, Paris, Presses de la Cité, 1979

### Romans de littérature d'enfance et de jeunesse

#### Série Wolves of Willoughby Chase ou Wolves Chronicles
- The Wolves of Willoughby Chase (1962) Publié en français sous le titre Sylvia et Bonnie au pays des loups, G. P., 1966 Publié en français sous le titre Le Manoir aux Loups, Gallimard Jeunesse, 1995
- Black Hearts in Battersea (1964)
- Nightbirds on Nantucket (1966)
- The Whispering Mountain (1968)
- The Stolen Lake (1981)
- Limbo Lodge ou Dangerous Game (1999)
- The Cuckoo Tree (1971)
- Dido and Pa (1986)
- Is ou Is Underground (1992)
- Cold Shoulder Road (1995)
- Midwinter Nightingale (2003)
- The Witch of Clatteringshaws (2005)

### Série Arabel et Mortimer
- Arabel's Raven (1972) Publié en français sous le titre Le Corbeau d'Arabelle, traduction de Jean Queval, illustration de Quentin Blake, Fernand Nathan, 1982, réédition Paris, Pocket jeunesse, 1997
- Escaped Black Mamba (1973)
- The Bread Bin (1974)
- Mortimer's Tie (1976) Publié en français sous le titre Arabelle en croisière, traduction de Jean Queval, illustration de Quentin Blake, Fernand Nathan, 1983, réédition Paris, Pocket jeunesse, 1998
- Mortimer and the Sword Excalibur (1979)
- The Spiral Stair (1979)
- The Mystery of Mr Jones's Disappearing Taxi (1982)
- Mortimer's Portrait on Glass (1982)
- Mortimer's Cross (1983)
- Mortimer Says Nothing (1985)
- Arabel and Mortimer (1992)
- Mortimer's Mine (1994)
- Mayhem in Rumbury (1995)

### Série famille Paget
- The Smile of the Stranger (1978)
- The Lightning Tree ou The Weeping Ash (1980)
- The Young Lady from Paris ou The Girl from Paris(1982)

### Trilogie Felix
- Go Saddle the Sea (1978)
- Bridle the Wind (1983)
- The Teeth of the Gale (1988)

### Série St Ives
- In Thunder's Pocket (2001)
- Song of Mat and Ben (2001)
- Bone and Dream (2002)

### Autres romans pour la jeunesse et policiers
- The Kingdom and The Cave (1960)
- The Silence of Herondale (1964)
- The Fortune Hunters (1965)
- Trouble with Product X ou Beware of the Bouquet (1966)
- Hate Begins at Home ou  Dark Interval (1967)
- Night Fall (1969)
- The Embroidered Sunset (1970)
- The Butterfly Picnic ou A Cluster of Separate Sparks (1972)
- The Crystal Crow (1975)
- Voices in an Empty House (1975)
- Castle Barebane (1976)
- Last Movement (1978)
- Come Flee with Me (1978)
- Mice and Mendelson (1978)
- The Shadow Guests (1980)
- The Kitchen Warriors (1983)
- Mansfield Revisited (1984)
- Deception ou If I Were You (1988)
- Blackground (1989)
- Jane Fairfax (1990)
- The Shoemaker's Boy (1991)
- Morningquest  (1992)
- The Midnight Moropus (1993)
- Eliza’s Daughter (1994)
- The Cockatrice Boys (1996)
- Emma Watson (1996)
- The Youngest Miss Ward (1998)
- Lady Catherine's Necklace (2000)

### Recueils de nouvelles
- All You've Ever Wanted and Other Stories (1953)
- More Than You Bargained For and Other Stories (1955)
- A Necklace of Raindrops (1968) Publié en français sous le titre Les Perles de la pluie, traduction de Sylvette Brisson-Lamy, Paris, G. P., 1981, réédition Paris, Le Livre de poche jeunesse, 1989
- Smoke from Cromwell's Time and Other Stories (1970)
- The Green Flash and Other Stories (1971)
- The Kingdom Under the Sea and Other Stories (1971)
- A Harp of Fishbones (1972)
- A Bundle of Nerves (1976)
- The Faithless Lollybird and Other Stories (1977)
- The Far Forests (1977)
- Tale of a One-Way Street and Other Stories (1978)
- A Touch of Chill: Tales for Sleepless Nights (1979)
- A Whisper in the Night (1984)
- Up the Chimney Down (1984)
- The Last Slice of the Rainbow: And Other Stories (1985)
- Past Eight O'Clock (1986)
- A Goose on Your Grave (1987)
- Give Yourself a Fright (1989)
- A Foot in the Grave (1989)
- Shadows and Moonshine (1990)
- A Fit of Shivers (1990)
- The Winter Sleepwalker and Other Stories (1994) Publié en français sous le titre Le Bois des ombres, traduction d'Anne Krief, illustration de Quentin Blake, Gallimard Jeunesse, 1995
- A Creepy Company (1993)
- A Handful of Gold (1995)
- Dead Man's Lane (1996)
- The Scream (2002)
- Snow Horse: And Other Stories (2004)
- The People in the Castle: Selected Strange Stories (2016)

### Nouvelles
- Music for the Wicked Countess (1955)
- Follow My Fancy (1956)
- Model Wife (1956)
- Cricket (1956)
- A Gay as Cheese (1956)
- A Mermaid too Many (1957)
- Belle of the Ball (1958)
- Sonata for Harp and Bicycle (1958)
- Searching for Summer (1958)
- A Walk in the Wood ou Marmelade Wine (1958) Publié en français sous le titre Promenade en forêt, Paris, Opta, Mystère Magazine no 227, décembre 1966
- Furry Night (1958)
- Spur of the Moment (1959)
- Safe and Soundproof (1959)
- A Leg Full of Rubies (1959)
- Octopi in the Sky (1959)
- Elephant’s Ear (1960)
- The Dreamers (1960)
- Let Down Your Hair (1960)
- Hit and Run (1960)
- Do You Dig Grieg? (1960)
- Honeymaroon (1960)
- Mayhem and Marjoram (1960)
- Socksy Boy (1961)
- River Boy (1961)
- Five Green Moons (1961)
- I’m Still in Love with My Boss (1961)
- Come to the Fair (1961)
- Midwinter Nightingale (1962)
- A Set for Every Sheep (1962)
- A Surfeit of Apricorns (1963)
- Lodging for the Night (1963)
- Trouble with Gus (1963)
- Worst-Natur’d Muse (1963)
- Sultan’s Splash (1963)
- Mad About the Place (1964)
- Lease of a Gold-Banded Pen (1964)
- Conspiracy of Two (1965)
- Mademoiselle Crusoe (1966)
- Take a Book Wherever You Go (1973)

### Recueil de poésie
- The Skin Spinners (1976)

### Pièces de théâtre
- Winterthing: A Play for Children (1972)
- The Mooncusser's Daughter: A Play for Children (1974)
- The Tinker's Curse (1978)
- Street (1978)

### Essais
- The Way to Write for Children (1982)
- Conrad Aiken, Our Father (1989)

## Filmographie

### Adaptations à la télévision
- 1968 – 1974 : Jackanory, quatorze romans adaptés et lus.
- 1977 : The Apple of Discord, téléfilm américain réalisé par Roger Singleton-Turner (en), scénario de Joan Aiken.
- 1977 – 1978 : Midnight Is a Place, mini-sérié télévisée britannique réalisé par Christopher McMaster d'après le roman éponyme.
- 1993 – 1994 : Mortimer and Arabel, spectacle de marionnettes inspiré par la sérié de romans eponyme.
- 1995 – 1996 : Black Hearts in Battersea, mini-sérié télévisée américaine réalisé par David Bell d'après le roman éponyme.

### Adaptations au cinéma
- 1986 : Mort un dimanche de pluie, thriller français réalisé par Joël Santoni d'après le roman éponyme.
- 1989 : The Wolves of Willoughby Chase, film américain réalisé par Stuart Orme d'après le roman éponyme.

## Prix et distinctions notables
- 1969 : Guardian Children's Fiction Prize (en) pour le roman The Whispering Mountain.
- 1972 : Prix Edgar-Allan-Poe du meilleur roman pour la jeunesse avec le roman Night Fall[1].
- 1999 : Membre de l'ordre de l'Empire britannique (MBE) pour sa carrière de romancière.

## Sources
- Claude Mesplède (dir.), Dictionnaire des littératures policières, vol. 1 : A - I, Nantes, Joseph K, coll. « Temps noir », 2007, 1054 p. (ISBN 978-2-910-68644-4, OCLC 315873251), p. 42.